# Білозерська волость (Херсонський повіт)
Білозерська волость — історична адміністративно-територіальна одиниця Херсонського повіту Херсонської губернії.
Станом на 1886 рік складалася з 4 поселень, 4 сільських громад. Населення 9041 — особа (4505 чоловічої статі та 4536 — жіночої), 3062 дворових господарств.
|                    | Площа, десятин | У тому числі орної, дес. |
| ------------------ | -------------- | ------------------------ |
| Сільських громад   | 20766          | 12401                    |
| Казенної власності | 2032           | 651                      |
| Іншої власності    | 361            | 225                      |
| Загалом            | 23159          | 13277                    |

Поселення волості:
- Білозерка (Скадовка, Іванівка) — село при Білоозері в 14 верстах від повітового міста, 858 осіб, 149 дворів, церква православна, школа, позиково-ощадне товариство, лавка. За 2 версти — церква православна, школа. За 5 верст — 2 рибних заводи. За 7 верст — рибний завод. За 8 верст — поштова станція, рибний завод. За 9 верст — рибний завод. За 10 верст — церква православна, рибний завод. За 11 верст — рибний завод. За 12 верст — рибний завод. За 13 верст — рибний завод. За 15 верст — рибний завод. За 17 верст — рибний завод. За 18 верст — рибний завод. За 19 верст — рибний завод. За 20 верст — рибний завод.
- Кизій Мис — село при річці Дідова, 180 осіб, 30 дворів, позиково-ощадне товариство.
- Новоіванівка — село при річці Дідова, 48 осіб, 9 дворів, школа, лавка.
- Софіївка — село при Дніпровському лимані, 194 особи, 37 дворів, лавка.